# 2000–2001-es dán labdarúgó-bajnokság (első osztály)
Az 2000–2001-es Danish Superliga volt a 11. alkalommal megrendezett, legmagasabb szintű labdarúgó-bajnokság Dániában.
A címvédő a Herfølge volt. A szezont a København csapata nyerte, a bajnokság történetében másodjára.

## Tabella
| Hely. | Csapat                         | M  | Gy | D  | V  | G+ | G– | Gk  | P  | Továbbjutás vagy kiesés         |
| ----- | ------------------------------ | -- | -- | -- | -- | -- | -- | --- | -- | ------------------------------- |
| 1.    | København (B)                  | 33 | 17 | 12 | 4  | 55 | 27 | +28 | 63 | BL, 2. selejtezőkör             |
| 2.    | Brøndby                        | 33 | 17 | 7  | 9  | 71 | 42 | +29 | 58 | UEFA-kupa, selejtező            |
| 3.    | Silkeborg                      | 33 | 15 | 11 | 7  | 49 | 36 | +13 | 56 | UEFA-kupa, 1. kör               |
| 4.    | Midtjylland (F)                | 33 | 14 | 11 | 8  | 54 | 43 | +11 | 53 | UEFA-kupa, selejtező            |
| 5.    | Aalborg                        | 33 | 13 | 10 | 10 | 51 | 49 | +2  | 49 |                                 |
| 6.    | Viborg                         | 33 | 13 | 7  | 13 | 52 | 42 | +10 | 46 |                                 |
| 7.    | Odense                         | 33 | 13 | 7  | 13 | 49 | 45 | +4  | 46 | Intertotó-kupa, 2. forduló      |
| 8.    | Aarhus                         | 33 | 13 | 5  | 15 | 54 | 58 | −4  | 44 | Intertotó-kupa, 1. forduló      |
| 9.    | Lyngby                         | 33 | 12 | 8  | 13 | 40 | 53 | −13 | 44 |                                 |
| 10.   | Akademisk                      | 33 | 8  | 15 | 10 | 43 | 41 | +2  | 39 |                                 |
| 11.   | Herfølge (K)                   | 33 | 7  | 9  | 17 | 41 | 65 | −24 | 30 | Kiesett a Danish 1st Divisionbe |
| 12.   | Haderslev/Sønderjylland (F, K) | 33 | 1  | 8  | 24 | 30 | 88 | −58 | 11 | Kiesett a Danish 1st Divisionbe |

## Statisztikák

### Góllövőlista
| Rank | Player            | Club               | Goals |
| ---- | ----------------- | ------------------ | ----- |
| 1    | Peter Graulund    | Brøndby            | 21    |
| 2    | Henrik Pedersen   | Silkeborg          | 20    |
| 3    | Søren Frederiksen | Viborg             | 19    |
| 4    | Allan Bak Jensen  | Midtjylland        | 16    |
| 5    | Mattias Jonson    | Brøndby            | 14    |
| 6    | Chris Hermansen   | Herfølge           | 13    |
| 6    | Bo Nielsen        | Aarhus             | 13    |
| 8    | Todi Jónsson      | København          | 12    |
| 9    | Søren Andersen    | Odense             | 11    |
| 9    | Steffen Højer     | Viborg             | 11    |
| 9    | Heine Fernandez   | Viborg / København | 11    |